# 7옥타브
《7옥타브》는 대한민국의 문화방송(MBC)에서 제작·방영한 퀴즈 교양 프로그램이다.

## 기획의도
- 지구의 나이 46억세, 전화의 나이 130세, 샌드위치나이 288세... 모든 것에는 나이가 있다. 고로 상식에도 나이가 있다?! 상식은 시대에 따라 태어나고, 나이먹고, 사라진다. 우리가 아는 세상에 상식을 나이를 매기고 10대부터 70대까지 끊어진 이야기를 이어주는 7개의 건반 퀴즈 버라이어티 7옥타브! 프로그램은 계속된다! 모든 연령대가 通할때까지!

## 방송 시간
| 방송 채널 | 방송 기간                         | 방송 시간                            |
| --------- | --------------------------------- | ------------------------------------ |
| MBC TV    | 2007년 5월 23일 ~ 2008년 1월 30일 | 매주 수요일 저녁 6시 50분 ~ 7시 45분 |

## 출연자

### 진행
- 이경규

### 패널
- 노사연
- 노홍철
- 이계인
- 엄앵란